# Isaiah Tishby

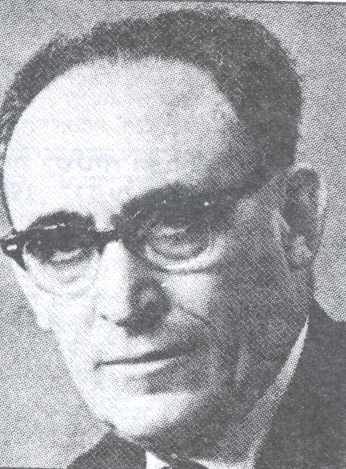
Isaiah Tishby, (Yeshaya Tishbi) auch Sándor Schwartz

Isaiah Tishby, auch Sándor Schwartz (hebräisch יְשַׁעְיָה תִּשְׁבִּי Jeschajah Tschbī; geboren 31. August 1908 in Sanislău (Region Sathmar im Norden Siebenbürgens, heute Rumänien); gestorben 15. März 1992 in Jerusalem) war ein Gelehrter der Kabbala, des Sabbatianismus, der hebräischen Literatur und des Chassidismus. Er war Hochschullehrer an der Hebräischen Universität.

## Leben und Wirken
Tishby war der Sohn von Gittel Gizella Schwartz, geborene Kremer (1886–1944) und Naftali Tzvi Ferdinand Nándor Schwartz (1884–1944). Er hatte mehrere Geschwister. Beide Eltern wurden im Jahre 1944 durch den Totalitarismus und Terror, der Verfolgung durch die deutschen Nationalsozialisten, in der Schoa, im Vernichtungslager Auschwitz ermordet.
In Carei erhielt er eine traditionelle rabbinische Ausbildung, er wohnte als Student in einem Zimmer und studierte an der Jeschiva, wo er als herausragender Schüler galt. Bald interessierte er sich auch für weltliche Literatur und wissenschaftliche Arbeit.
Seit den 1920er Jahren war er ein zionistischer Aktivist und wurde dafür vom Oberhaupt seiner Jeschiwa, in der er studierte, ausgegrenzt. Nach Abschluss seines Jeschiwa-Studiums lebte er eine Zeit lang in Budapest und Wien. Zu jener Zeit veröffentlichte er Gedichte und Artikel auf Ungarisch in zionistischen Zeitschriften (Új Kelet) und interessierte sich für die Entwicklung der hebräischen Literatur im Land Israel.

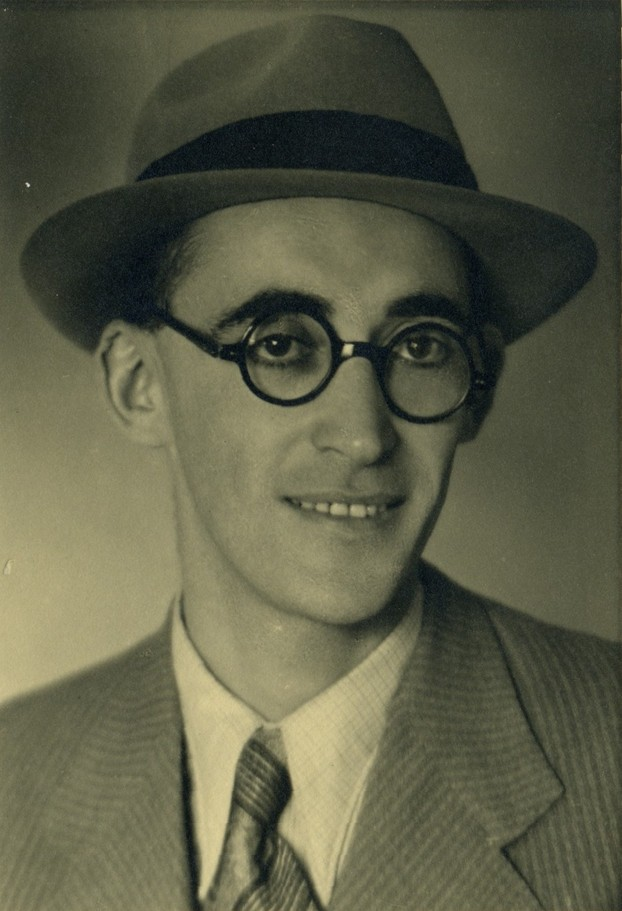
Sándor Schwartz als junger Mann

Im Jahre 1933 erfolgte seine Alija und er verlegte seinen Lebensmittelpunkt nach Israel, ohne aber von der britischen Mandatsgebietsverwaltung für Palästina eine Einwanderungserlaubnis zu erhalten. Er ließ sich dennoch 1933 in Palästina nieder und studierte an der Hebräischen Universität, wo er 1951 der Abteilung für hebräische Literatur angehörte (ab 1955 als Professor).
Später studierte er Literatur an der Hebräischen Universität bei Joseph Klausner, von seinem Literaturstudium enttäuscht, entschied er sich für das Studium der Kabbala und wurde Gershom Scholems erster Schüler. Unter seiner Anleitung schloss er 1943 seine Promotion ab.
Obgleich er ein Schüler von Gershom Scholem war, war ihr akademischer Austausch konfliktuös und sein Lehrer hinderte ihn daran, über die Kabbala zu lehren. Joseph Dan behauptete, dass die Kluft zwischen Tishby und Scholem begann, nachdem Tishby das Buch Mishnat Sohar veröffentlicht hatte, eine populäre Ausgabe von Auszügen aus dem Sohar. Während Scholem glaubte, dass die israelische Öffentlichkeit mit der Lektüre des Sohars, in Teilen überfordert sei und eine Popularisierung des Werkes ablehnte.
Im Jahre 1959 wurde er zum ordentlichen Professor an der Hebräischen Universität ernannt. Er lehrte jüdische und allgemeine Philosophie, die hebräische Bibel-Exegese und Kabbala und gründete die Abteilung für Denk- und Moralliteratur in der Abteilung für hebräische Literatur. Als Gastprofessor lehrte er außerdem am „Rabbinical Seminary of America“ sowie im „Jewish Theological Seminary“ in New York City und dem „Hebrew Union College“ in Cincinnati.
Ferner schrieb er Artikel über das cḥassidische Denken in der Encyclopaedia Hebraica, die auch als eigenständiges Buch veröffentlicht wurden; Torat ha-Ḥasidut ve-Sifrutah (1966). Weitere seiner Studien befassen sich mit dem messianischen Element im Chassidismus, dem kabbalistischen Messianismus im Italien des 16. Jahrhunderts und der messianischen Theologie Mosche Chaim Luzzattos und seines Kreises.
Tishby war mit Esther Tishby verheiratet, beide hatten zwei Söhne, Naftali Tishby (1952–2021) und Ariel Tishby.

## Auszeichnungen
Im Jahre 1972 erhielt er den Bialik Preis in Judaistik.
1979 wurde er mit dem Israel-Preis für Jüdische Studien ausgezeichnet. Er ist Träger des Rothschild-Preises von 1981. Auch ist er Träger des „Gershom Scholem Prize for Kabbalah Research“ im Jahre 1991.

## Werke (Auswahl)
- Mishnat ha-Zohar. 2 Bände, (1949–60)
- Pirkei Zohar. (1969);
- Torat ha-Ra ve-ha-Kelippah be-Kabbalat ha-Ari. (1942)
- Azriel of Gerona's exegetical Perush ha-Aggadot. (1945)
- Netivei Emunah u-Minut.  (1964)
- Perakim mi-Sifrei Musar Kabballiyyim. (1970)